# Ingang achter de kerk
De Ingang achter de kerk, Oude Ingang van Ceulen, Ingang achter de schietbaan of Schietbaaningang was een ingang van het Gangenstelsel Zonneberg van de Sint-Pietersberg in Nederlands Zuid-Limburg in de gemeente Maastricht. De ingang lag ten westen van de Kerk van Sint-Pieter boven in Sint Pieter op de oostelijke helling van de Sint-Pietersberg en het Plateau van Caestert in de westelijke helling van het Maasdal. De locatie bevindt zich aan het begin van de 21e eeuw op het terrein van de ENCI Personeel Vereniging (EPV) vlak bij de voormalige schietbaan.
Op ongeveer 425 meter naar het zuiden ligt de huidige ingang van Zonneberg, op ongeveer 95 meter naar het zuidwesten ligt de Ingang Tennisbaan en op ongeveer 435 meter naar het noordwesten ligt de ingang van de Ganzendriestunnel.

## Geschiedenis
In de 18e eeuw kreeg de heer Augustinus Godefridus Collette (doop: 1672-1755), vice-hoogschout van Maastricht, via huwelijk en door de aankoop verschillende gronden in het bezit op de Sint-Pietersberg. In de Sint-Pietersberg liet Collette door blokbrekers mergel ontginnen die voor zowel Maastricht en omstreken bedoeld was, als verder naar het noorden en zuiden getransporteerd werd. Hij was woonachtig in zijn winhof aan de latere Mergelweg nabij de Grote Ingang, waarvan de bouw begonnen was door zijn schoonvader Theodoor Godding en Collette bouwde het winhof af, waarbij er bij het winhof een stapelplaats werd gerealiseerd alwaar mergelblokken opgeslagen werden. Om de mergelblokken naar de stapelplaats aan het Schoor aan de Maas te transporteren, moest er een aardige omweg gemaakt worden om de Sint-Pietersberg heen. Om dit probleem te ondervangen verwierf Collette steeds meer gronden om zo op meer plekken mergel te kunnen winnen in de ondergrond, maar ook om een vrije doorgang te verzekeren vrij van tol door de berg heen. Maar een ingang aan de oostkant van de Sint-Pietersberg had Collette nog steeds niet. Hij kon geen gebruik maken van de Ganzendriestunnel, omdat die in 1682 in het bezit was gekomen van Peter Swinnen waarmee Collette een conflict had. Collette legde daarom zelf een ingang aan in de oostkant van de Sint-Pietersberg, het Nieuwe Berghgat (de Ingang achter de Kerk), met eigen weg om vanaf de ingang naar de Maas te komen.
Op 9 en 10 april 1714 kocht Collette twee stukken grond tegenover het Huis de Torentjes nabij de Kerk van Sint-Pieter boven. Op deze gronden legde hij een weg aan, de Schutterijweg, die vanaf de Maas naar zijn groeve-ingang liep. Deze groeve-ingang zou ook in 1714 zijn aangelegd.
In 1855 werd er een nieuwe mijnbouwwet aangenomen die eigenaren op de Sint-Pietersberg in 1859 verplichtte om aan te geven of er een groeve-ingang gelegen was op een perceel. Er werd toen vastgesteld dat de Ingang achter de kerk en de Ganzendriestunnel beide van P.H. Ceulen waren die in 1836 burgemeester van Sint Pieter was geworden.
Aan het einde van de 19e eeuw kon het gebied van het Gangenstelsel Zonneberg alleen betreden worden via het Gangenstelsel Slavante en via de Ingang achter de kerk. (Sinds 1809 was de verbinding van Gangenstelsel Zonneberg met Noordelijk Gangenstelsel verbroken als gevolg van instortingen.) Het uitrijden van blokken mergelblokken gebeurde alleen via de Ingang achter de kerk, omdat de hellingen bij Slavante te steil waren geworden om met paard en wagen de blokken naar beneden te vervoeren over de steile hellingen. Daarnaast werden er schachten gebruikt om mergelblokken bovengronds te krijgen.
Kort na 1877 mocht de eigenaar van de Hoeve Zonneberg geen gebruik meer maken van Ingang achter de kerk, zodat hij genoodzaakt werd om zelf een eigen ingang aan te leggen (in de helling onder de Hoeve Zonneberg). Deze ingang  onder de Hoeve Zonneberg had sinds 1897 verbinding met het achterliggende gangenstelsel, zodat de eigenaar van de hoeve weer bij de werkfronten in de ondergrond kon komen.
In de periode 1924-1938 werd het gebied waarin de ingang lag ingericht als schietbaan. Deze schietbaan werd in de periode 1948-1995 door Defensie als schietbaan gebruikt en daarnaast hebben diverse andere organisaties gebruik gemaakt van de schietbaan.
Tijdens de Tweede Wereldoorlog was de Ingang achter de kerk nog open en werd gebruikt met het evacuatieplan het Sint-Pietersbergplan.
In 2018 werd het terrein van de voormalige schietbaan, waarin de groeve-ingang gelegen was, gesaneerd.

## Ingang
De ingang achter de kerk is ingestort. De ingang gaf toegang aan het Gangenstelsel Zonneberg vanuit het noordoosten van het gangenstelsel.